# Akanie
Akanie – nieodróżnianie nieakcentowanych /a/, /e/ i /o/. Występuje w języku rosyjskim (коро́ва (korowa) – [kɐˈrovə] 'krowa') i w języku białoruskim (карова karowa 'ts.', Лукашэнка Łukaszenka), cechuje wszystkie gwary południowego narzecza języka rosyjskiego i znacznej części narzecza środkowego. Jest skutkiem silnego akcentu dynamicznego. Brak akania to okanie.
Akanie bywa uznawane za innowację językową lub archaizm. Takie fakty jak rozwój prasłowiańskich grup typu TorT (czy raczej TărT) w TraT w językach południowosłowiańskich i niekiedy w TarT w języku kaszubskim oraz odpowiadanie litewskiego /a/ słowiańskiemu /o/ sugerują, że jest to archaizm. Mocnym argumentem przeciwko archaicznemu charakterowi tego zjawiska jest jednak obecność samogłoski /o/ w sylabach nieakcentowanych w tzw. gramotach smoleńskich z przełomu XIII i XIV wieku.

## Zobacz także
- jakanie